# Mudra

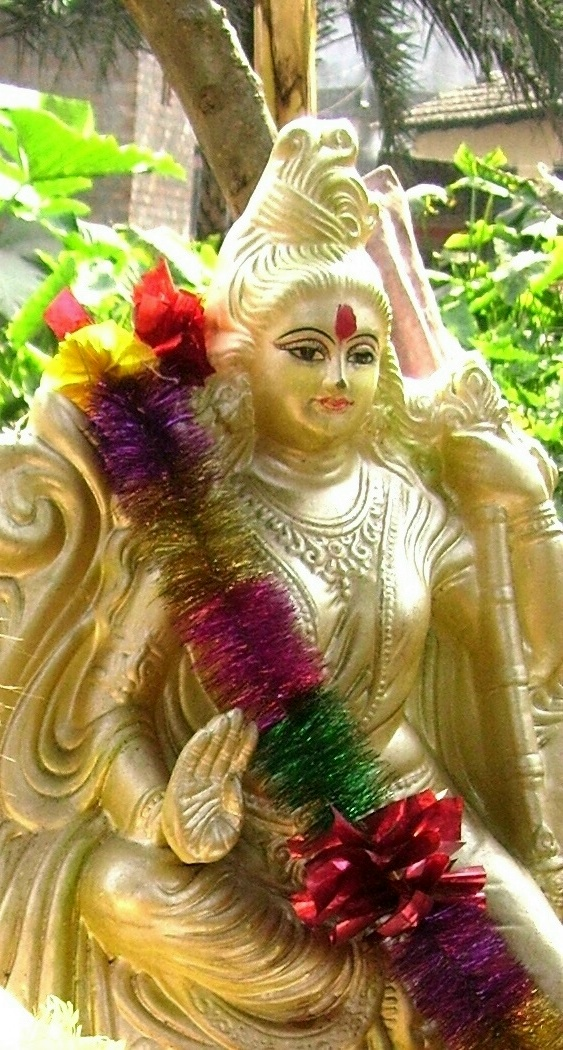
Hinduistische Göttin Sarasvati dargestellt bei Ausführung des Mudras (Handgeste) Abhayamudra

Ein Mudra (Sanskrit, f., मुद्रा, mudrā, urspr.: „Siegel“) ist eine symbolische Handgeste (Handbewegung, Handstellung), die sowohl im alltäglichen Leben (siehe die Gruß-Geste Namaste), in der religiösen Praxis als auch im indischen Tanz ihre Anwendung findet. Übersetzt aus dem Sanskrit bedeutet Mudra „das, was Freude bringt“. Mud heißt Freude, aber auch Geste, um den Göttern zu gefallen. Ra bedeutet „das, was gibt“.

## Religion
Mudra-Gesten werden heutzutage vor allem mit der hinduistischen und buddhistischen (im letzten Fall insbesondere im esoterischen Buddhismus) Praxis in Verbindung gebracht und sind auch bei vielen Darstellungen von Buddhas, Bodhisattvas oder hinduistischen Gottheiten zu finden. Einerseits dienen sie der Darstellung einer religiösen Symbolik, andererseits haben sie auch eine ganz konkrete Funktion – etwa als Teil einer Reinigungshandlung, um zum Beispiel Wohnräume spirituell zu reinigen. Besonders im Tantrismus werden die Mudras komplexer und zahlreicher.
Für die Darstellungen von Gottheiten sind die Mudras ein wesentlicher Bestandteil. Die Stellung von Hand und Fingern deutet gewöhnlich eine Tätigkeit an, mit der die oder der Dargestellte beschäftigt ist, und diese Tätigkeit ist Ausdruck einer Idee. Die häufigste Mudra früherer Zeiten war die abhayamudra, welche die Idee „Fürchte dich nicht“ darstellt. Diese Mudra ist vor allem im Buddhismus sehr bekannt. Eine weitere wichtige Handgeste in der Darstellung des „Erleuchteten“ ist die dharmachakra-Mudra – sie ist das Zeichen des „Raddrehens“, d. h. (des Beginns) der Lehrtätigkeit Buddhas und deshalb eng verbunden mit der heiligen Stätte von Sarnath.
Zu einem Mudra im tantrischen Buddhismus gehören immer ein Mantra und Mandala. Zusammen bilden sie die drei Geheimnisse des Universums, Gedanke, Wort und Tat (jap. Sanmitsu).

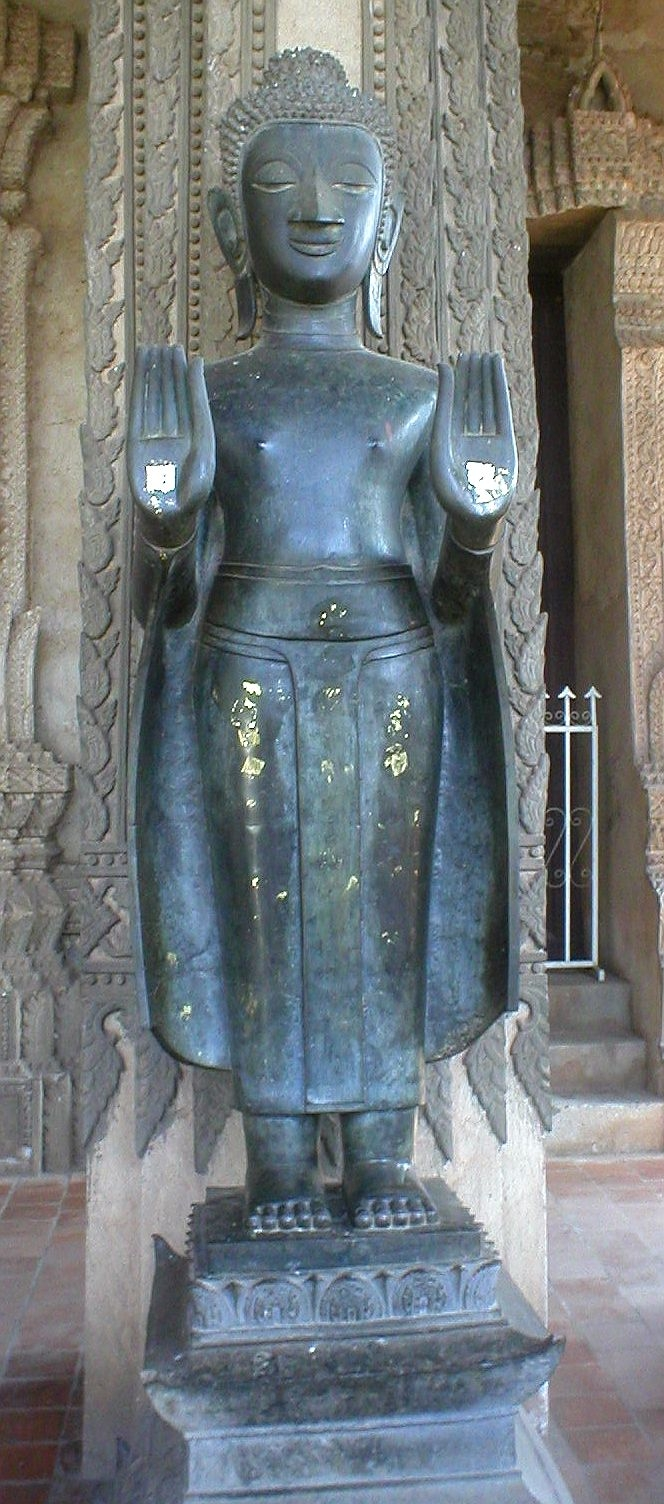
Abhayamudra: Geste der Furchtlosigkeit
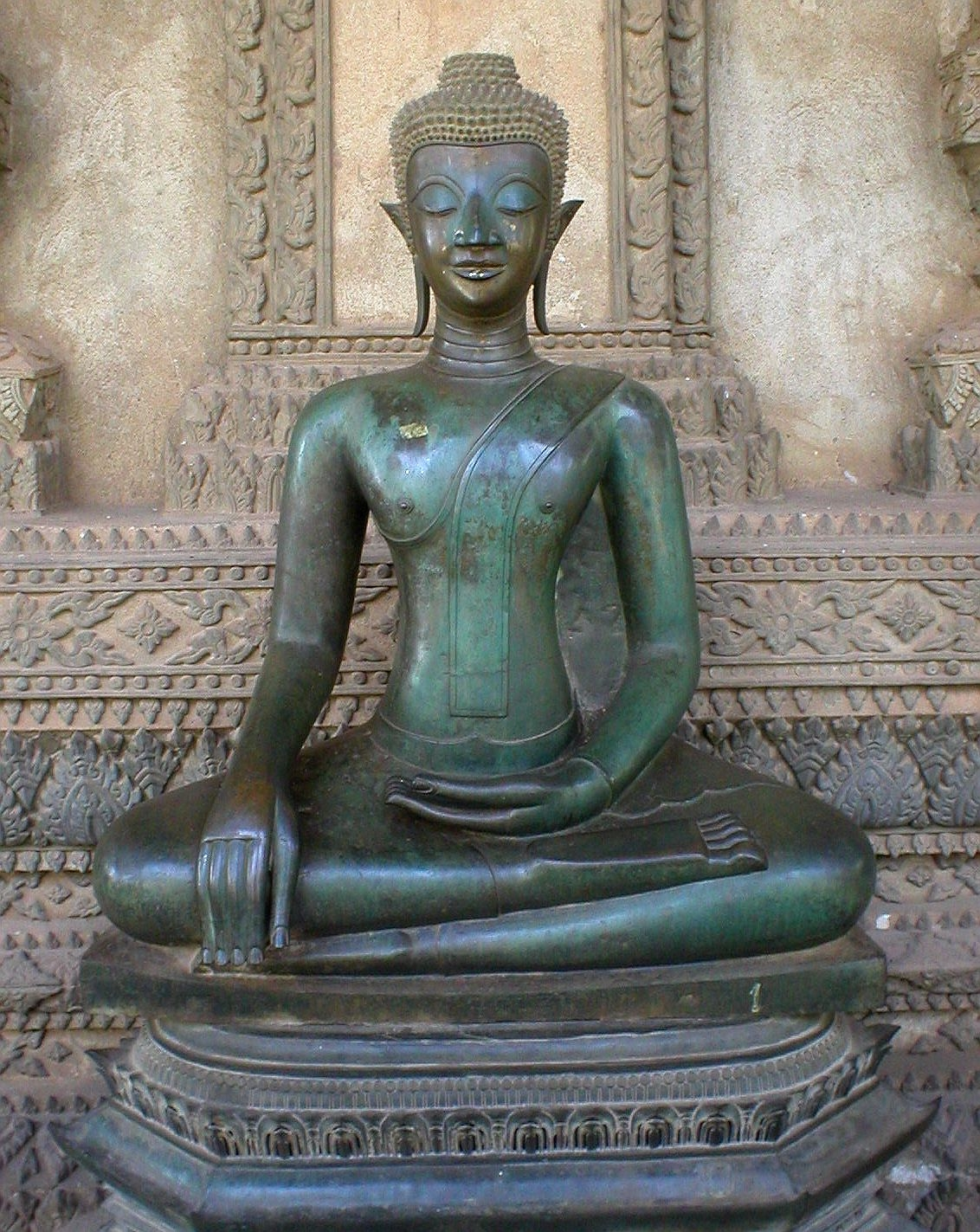
Bhumisparshamudra: Geste der Erdanrufung
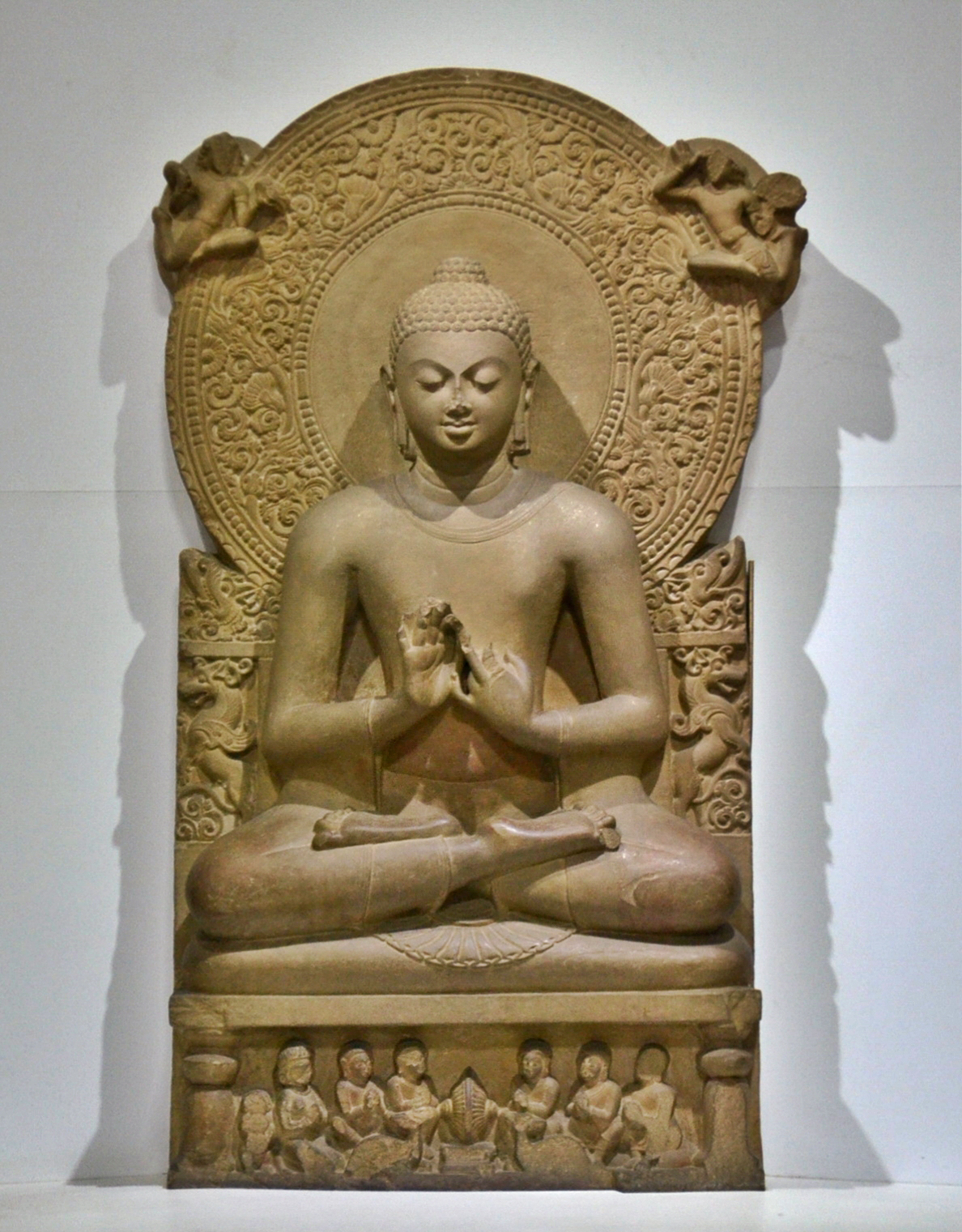
Dharmachakramudra: Geste der Lehre
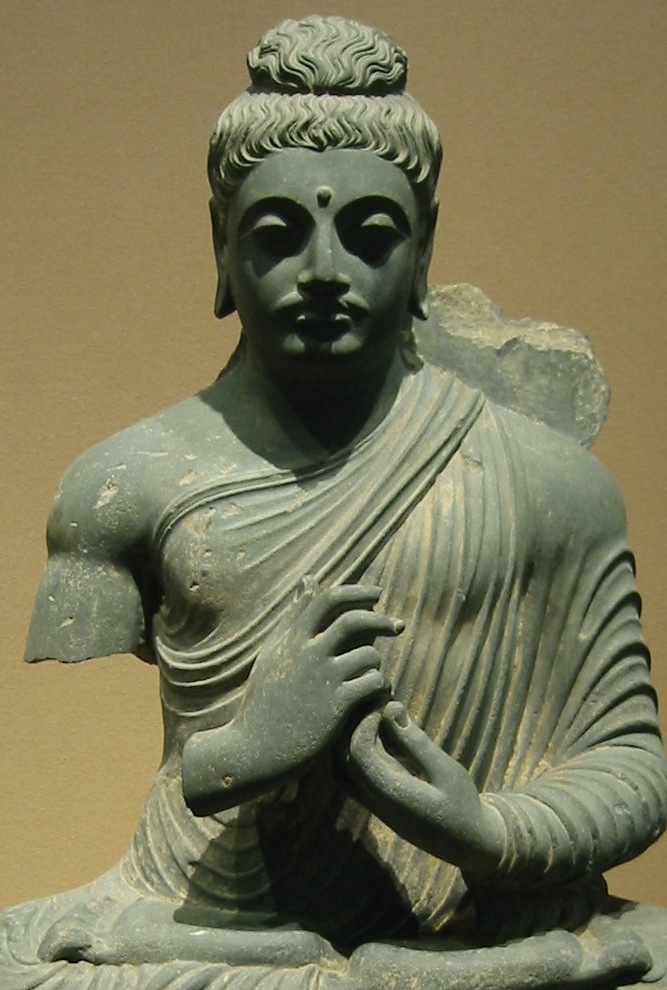
Vajramudra: Geste des Wissens oder der Weisheit
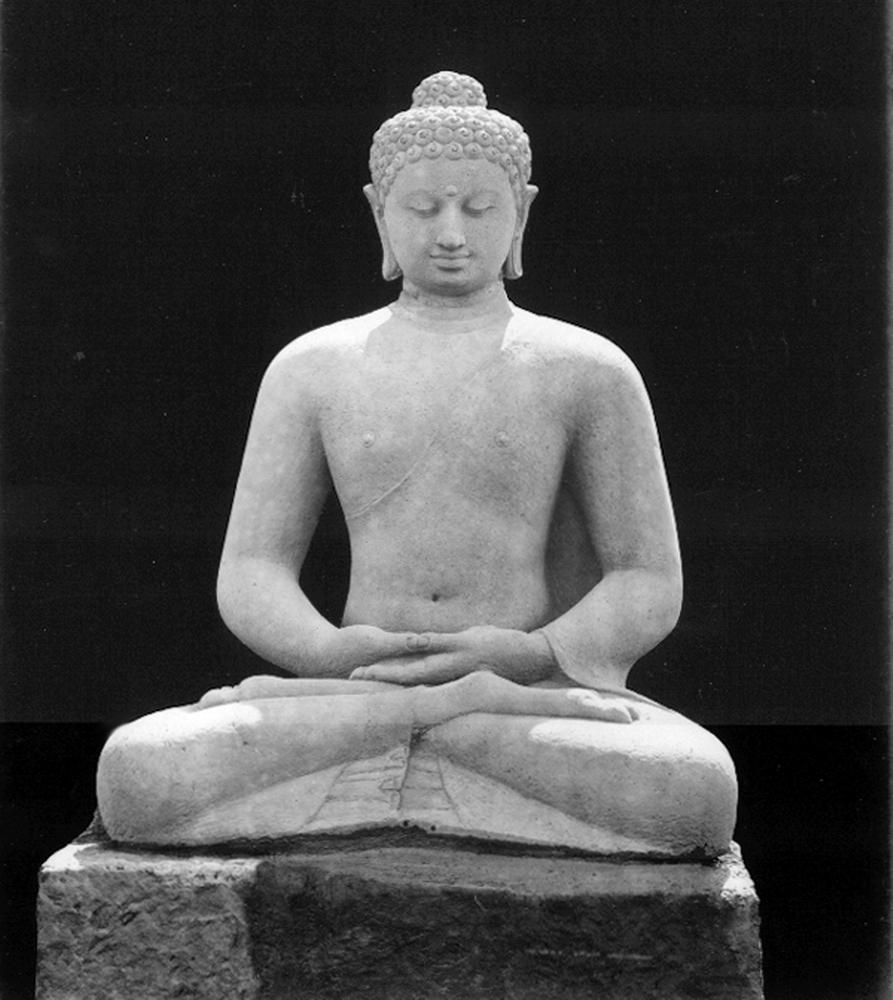
Dhyanamudra: Geste der Versenkung
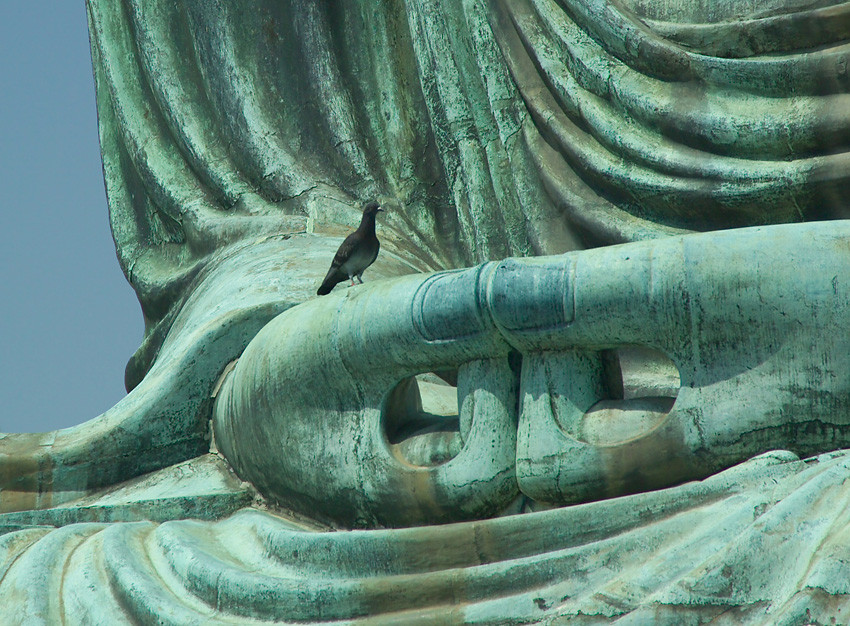
Nur in Japan typische Meditationsgeste des Buddhas Amida (japanisch 弥陀定印 mida-no-jōin)

## Yoga
Für einige Richtungen des Yoga haben Mudras, über die symbolische Bedeutung hinausgehend, die Funktion, auf den Organismus zu wirken, und sind so Teil der Yogapraxis. Die chinmudra (Zeigefinger und Daumen zusammen, Hände liegen auf den gekreuzten Beinen) soll den Energiefluss begünstigen. Die rechte Handfläche in der auf den gekreuzten Beinen liegenden Linken charakterisiert den Meditierenden (dhyanamudra). Die vishnumudra (Zeige- und Mittelfinger zur Handfläche) wird bei Atemübungen eingesetzt. Mudra bezeichnet in den alten Hatha-Yoga-Texten energetisch in besonderem Maße wirksame Übungen. In diesem Sinne kann jedes Asana (yogische Körperhaltung) – wird dies in Verbindung mit bestimmten Konzentrationen ausgeführt – ebenfalls zur Mudra (z. B. Viparita Karani Mudra) werden.

## Tanz
Mudras spielen eine wichtige Rolle im klassischen indischen Tanz und im indischen Schauspiel.

## Parallelen
Eine Bronzefigur um 1000 v. Chr., die den Windgeist Pazuzu der mesopotamischen Mythologie darstellt, hält eine Hand im abhayamudrā vor sich und die andere im varadamudra nach unten. Die frühesten mutmaßlich religiösen Gesten und Körperhaltungen in Südasien finden sich an Tonstatuetten der Industalkultur. Einige asiatische Kampfkunststile enthalten Positionen, die indischen Mudras gleichen. Tendai und Shingon-Buddhismus leiten kraftvolle Gesten aus dem Mikkyo-Buddhismus ab, die in vielen Koryū („alten Kampfkunstschulen“), die vor dem 17. Jahrhundert gegründet wurden, zu finden sind. Zum Beispiel ist die „Messerhand“-Geste (japanisch shuto), die das Schwert der Erleuchtung darstellt, in einigen  Koryū-Formen (kata) und an buddhistischen Statuen enthalten.

## Skulpturale Beispiele
- Statue der Tara (British Museum), aus dem späten 8. oder frühen 9. Jahrhundert in Sri Lanka.
- Dhyanamudra, Meditationshaltung Buddhas